# Pfarrkirche Breitensee (Marchegg)

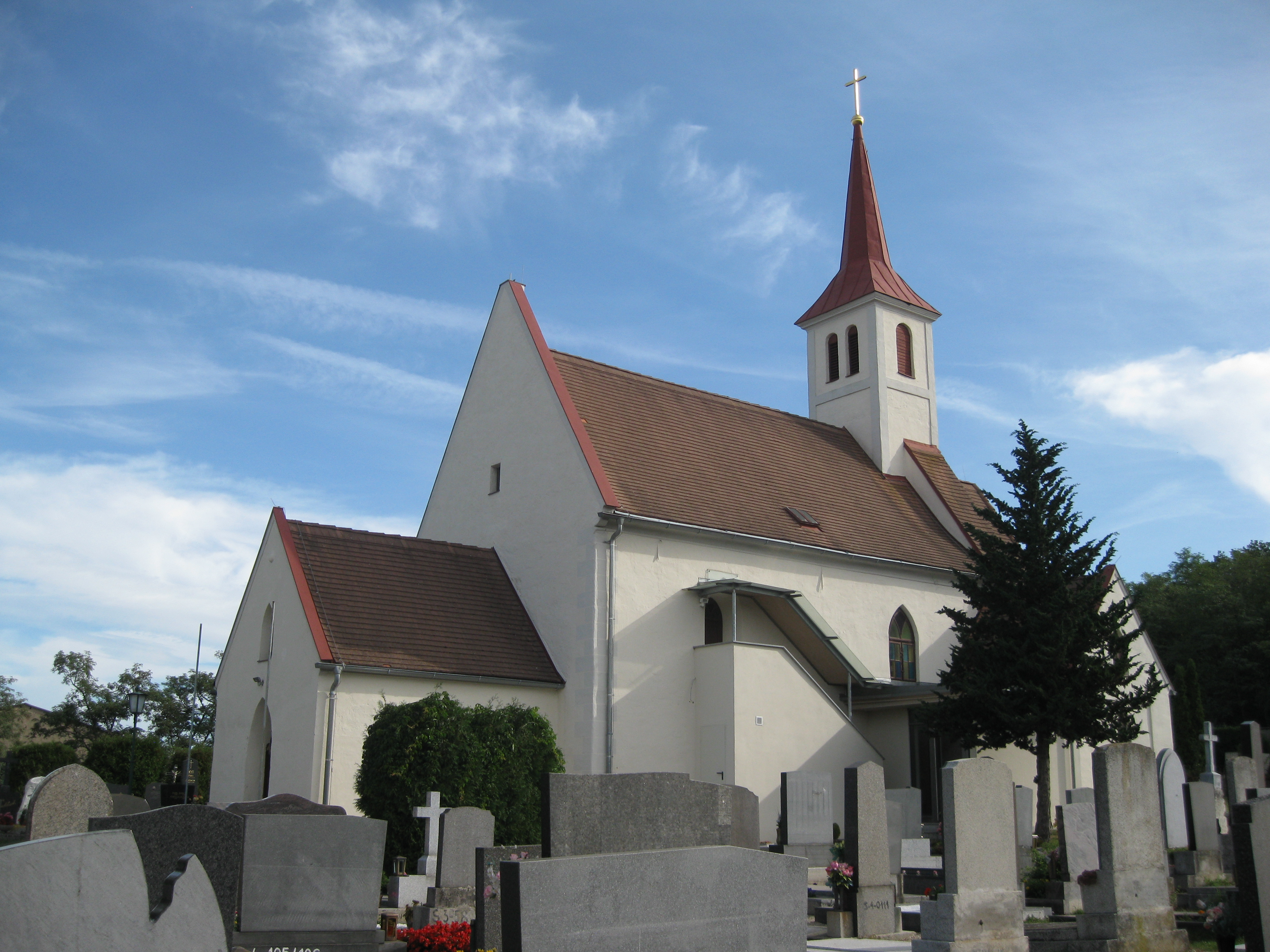
Kath. Pfarrkirche Hll. Petrus und Paulus in Breitensee

Die römisch-katholische Pfarrkirche Breitensee steht in der Ortschaft Breitensee in der Gemeinde Marchegg im Bezirk Gänserndorf in Niederösterreich. Sie ist den Heiligen Petrus und Paulus geweiht und gehört zum Dekanat Marchfeld im Vikariat Unter dem Manhartsberg der Erzdiözese Wien. Das Bauwerk steht unter Denkmalschutz.

## Lagebeschreibung
Die ehemalige Wallfahrtskirche steht erhöht im Osten des Ortes und ist von einem Friedhof umgeben.

## Geschichte
Die Kirche ist ein im Kern frühgotischer Bau aus der zweiten Hälfte des 13. Jahrhunderts. Im 17. Jahrhundert erfolgte ein barocker Umbau. 1784 wurde die Kirche zur Pfarrkirche erhoben.

## Kirchenbau
Kirchenäußeres
Die Kirche weist ein schlichtes Langhaus mit Spitzbogenfenstern auf. Der Chor ist etwas abgesetzt. Im Kern sind wahrscheinlich Reste eines ursprünglichen Chorquadrates zu erkennen. Zwischen Langhaus und Chor ist ein gedrungener Dachreiter mit Schallfenstern und Spitzhelm. Im Süden schließt ein barocker Sakristeianbau aus dem 17. Jahrhundert an den Dachreiter an. Die westliche Vorhalle wurde Mitte des 19. Jahrhunderts erbaut.
Kircheninneres
Das Langhaus ist zweijochig und kreuzgratgewölbt mit Schlusssteinen. Das Langhaus wird durch einen breiten spitzbogigen Triumphbogen vom Chor getrennt. Der Chor wurde zur Barockzeit umgebaut und ist durch Gurtbögen gegliedert. Der Chor endet im 3/8. Die südliche Sakristei aus dem 17. Jahrhundert ist kreuzgratgewölbt und weist einen Rosettenschlussstein auf.

## Ausstattung
Der neugotische Hochaltar stammt aus dem dritten Viertel des 19. Jahrhunderts. In zwei Nischen stehen Figuren des heiligen Petrus und des heiligen Paulus. Die Kreuzwegbilder stammen aus dem 19. Jahrhundert, der Taufstein vom Ende des 17. Jahrhunderts.